# Vuoto di memoria
Vuoto di memoria (Memory Blank) è un romanzo fantascientifico poliziesco del 1986 dallo scrittore statunitense John E. Stith.

## Trama
Un uomo vittima di amnesia si risveglia su una collina; è ancora notte, i suoi vestiti sono macchiati di sangue e in tasca ha tre pillole. Il paesaggio attorno è totalmente sconosciuto, perché l'uomo ricorda vagamente che la sua città dovrebbe essere Atlanta, però ciò che vede è sconcertante, ad esempio il cielo notturno è strano: sembrano esserci due strisce di stelle simili alla Via Lattea. Questo particolare fa scattare qualcosa nella mente dell'uomo: il luogo dove si trova è all'interno di Daedalus, la colonia orbitale terrestre.
Controllando sull'orologio da polso l'uomo scopre che sono le 5:51 del 12 aprile 2156, mentre gli ultimi suoi ricordi risalgono a ben dodici anni prima. L'orologio nasconde un'altra sorpresa, dato che in realtà è un computer intelligente - chiamato Vincent - in grado di rispondere almeno alle domande più urgenti dell'uomo: come si chiama e che cosa è successo nelle ultime ore.

## Edizioni
- John E. Stith, Vuoto di memoria, traduzione di Anna Maria Cossiga, collana Urania n. 1049, Mondadori, 1987,  p. 191.